# إلمر سيمونز
إلمر سيمونز (بالإنجليزية: Elmer Symons)‏ هو متسابق دراجات نارية جنوب أفريقي، ولد في 14 فبراير 1977 في ليديسميث في جنوب أفريقيا، وتوفي في 9 يناير 2007.